# アタガバリン
アタガバリン(Atagabalin)は、ファイザーが開発した薬剤である。ガバペンチンに近く、同様にα2δカルシウムチャネル(1及び2)に結合する。不眠症の治療への応用が研究されている
。